# Ofir Sofer
Ofir Sofer (in ebraico אוֹפִיר סוֹפֵר‎?; Alma, 1º agosto 1975) è un politico israeliano, dal dicembre 2022 Ministro dell'Aliyah e Integrazione nel governo Netanyahu VI e membro della Knesset per il Partito Sionista Religioso.
In precedenza Sofer è stato maggiore delle Forze di Difesa Israeliane (IDF) e considerato un veterano disabile. Ha quindi lavorato al Ministero per lo sviluppo della Periferia, del Negev e della Galilea.

## Biografia
Di origini ebraiche tunisine, nel 2014 Sofer è diventato segretario generale del partito ortodosso-nazionalista Tkuma. Quando il partito si è unito all'alleanza dell'Unione della Destra per le elezioni della Knesset dell'aprile 2019, Sofer si è piazzato quarto nella lista delle alleanze ed è entrato alla Knesset quando ha vinto cinque seggi. Durante le elezioni del 2021 si è candidato nella lista del Likud per la Knesset, come membro del partito Atid Ehad, usandolo come partito di scorta. Il 14 giugno si è separato dal Likud e si è fuso con il Partito Sionista Religioso, dopo il giuramento del 36º governo. La scissione non è stata ufficialmente approvata fino al 27 giugno.
In vista delle elezioni del 2022, a Sofer è stato assegnato il terzo posto in una lista congiunta tra il Partito sionista religioso e Otzma Yehudit, e di conseguenza è stato rieletto alla Knesset. Il 29 dicembre 2022 Sofer è stato nominato ministro dell'Aliyah e dell'integrazione nel nuovo governo.

## Vita privata
Sofer è sposato, ha 7 figli e vive a Tefahot, un moshav religioso nel nord di Israele.